# Sibirien (strand)

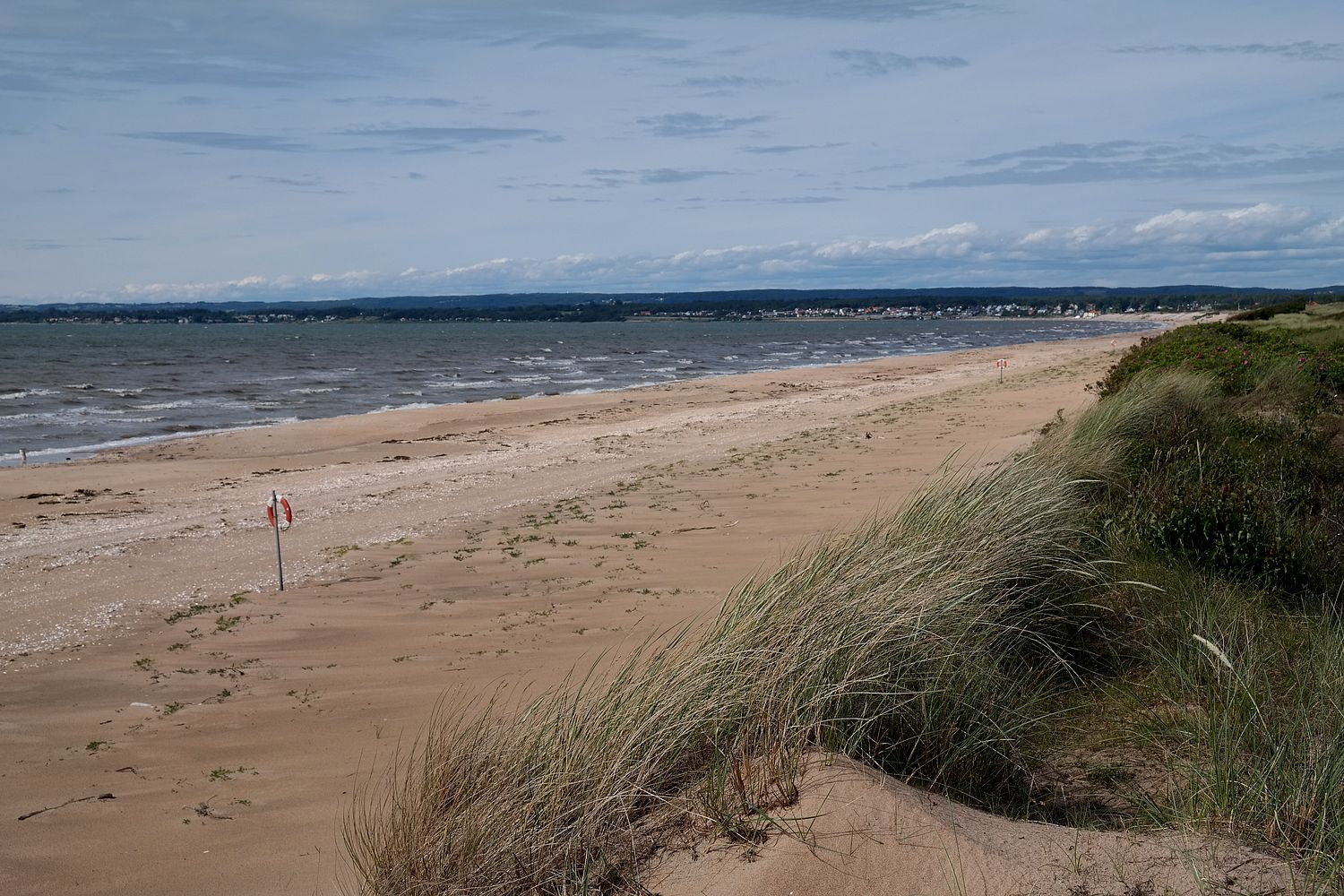
Ängelholm Sibirien

Sibirien är ett strandområde utanför Ängelholm. Stranden är belägen mellan Vege ås mynning och Klitterbyn. Området består av sanddyner som på 1800-talet planterades med tallskog och en sandstrand längs vattnet. Området är en del av Kronoskogen, som började planteras på 1700-talet för att skydda Ängelholm från den flyktiga sanden och fungerar som en barriär mellan havet och staden.

## Natur
Innanför sanddynerna, två meter över havsnivån, finns en sänka med tall- och bergtallskog med inslag av  björk, al och salixsumpskog. Enligt länsstyrelsen i Skåne har området ett stort geologiskt värde och en speciell flora och fauna som tillsammans med områdes stora värde för friluftslivet gör området skyddsvärt.